# Dominique Molard
Pour les articles homonymes, voir Molard et Frères Molard.
Dominique Molard est un musicien français d'origine et de culture bretonne, incontournable dans la musique bretonne.
Il joue divers instruments de percussions (bodhrán, batteries, derbouka), de la caisse claire écossaise aux tablas indiens, des os aux bambous, et des instruments de la famille des idiophones (steel drum, balafon, hang). Il fait le lien entre la musique traditionnelle bretonne et les différentes influences rythmiques de la musique du monde entier.
Les frères Molard sont reconnus en tant qu'experts dans la pratique de leurs instruments (Patrick pour les cornemuses, Jacky au violon).

## Biographie

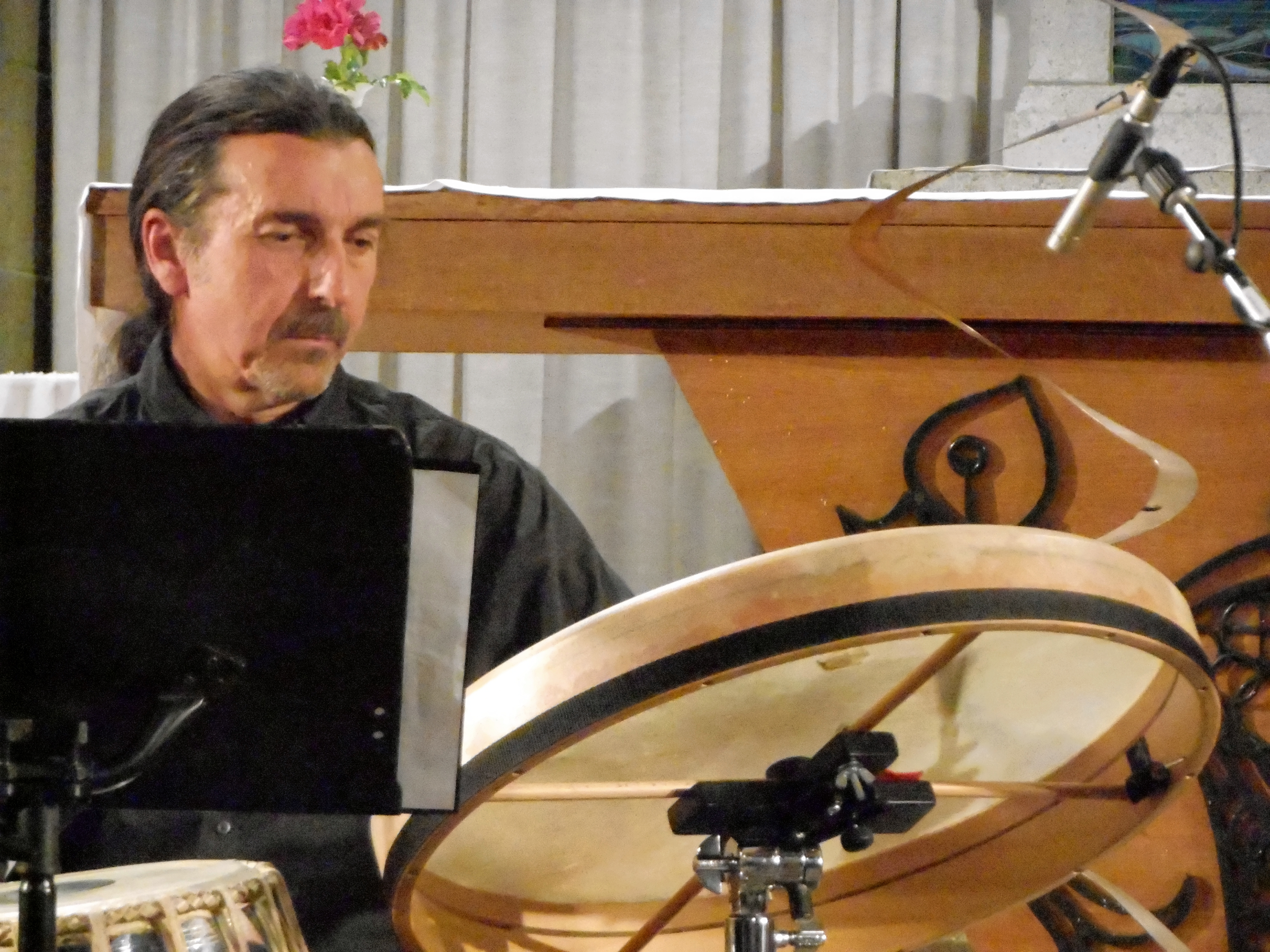
Dominique Molard avec le Ars'ys quintet à Camaret le 30 juillet 2012.

Dominique Molard, né le 17 avril 1954 à Paramé (Saint-Malo), est le deuxième fils d'une famille de quatre frères musiciens.
Il commence la musique bretonne à onze ans après avoir vu le défilé des caisses claires écossaises du Pipe Band de la Police d’Édimbourg. Le pupitre caisses claires du bagad Quic-en-Groigne de St Malo étant complet, il démarre à la bombarde. L'année suivante il suit des cours de caisse claire et rejoint vers 1969 le Pipe Band « An Ere » de Rennes où il rencontre deux grands batteurs écossais, George Crawford et Alex Duthart.
Il crée avec Patrick, son aîné, et quatre autres musiciens, le groupe de fest-noz Satanazet. Après un passage aux côtés de Myrdhin, il rencontre Alan Stivell (Pen sonneur du Bagad Bleimor où Dominique se trouve à ce moment-là) et l’accompagne dans ses tournées au bodhran, bones et à la caisse claire.
"Ogham" est sa nouvelle formation où il joue du bouzouki avec ses trois frères (Patrick aux uilleann pipes, Jacky au violon, et Claude à la guitare, au concertina et au bodhran).
Il est chef de pupitre batterie des Bagadoù de la Kevrenn Brest Sant Mark, Saint-Malo, Bleimor et Douarnenez et devient professeur de guitare, bombarde, caisse claire écossaise et batterie à l’École de Musique de Douarnenez. Après un séjour en Galice, où il entre aux master-classes des conservatoires de Vigo et Orense, il s'engage pleinement dans la musique bretonne.
Continuant de perfectionner ses connaissances, il passe en 1989 le Diplôme d’État en caisse claire écossaise à Villeurbanne, qui n’existait pas auparavant. Il s’intéresse aux autres percussions du monde. La rencontre avec Yvan Cassar en 1993 lui permet de participer avec Patrick au spectacle "De toutes les couleurs" où il découvre les tablas (percussions indiennes) et fait la connaissance de Shyamal Maïtra, son futur maître d’apprentissage.
Il jouera par la suite dans de nombreuses formations : Celtic Procession de Jacques Pellen, les frères Boclé, frères Guichen et des groupes de fest-noz comme Bleizi Ruz, Diaouled ar Menez, les groupes Les Pires, Road 66 (Pat O’May, Stéphane de Vito), Gwendal, Kern, Kémia, Andarta (Claude Le Brun), Satanazed, Jade (Issar Marachli)... Il joue avec Alain Genty, Yann-Fanch Perroches, Jean-Michel Veillon, Ronan Le Bars ou encore auprès de chanteurs comme Nilda Fernandez, Jacques Higelin, Manu Lannhuel, Pat O'May, Denez Abernot, Gérard Delahaye, Melaine Favennec, Gilles Servat, Maxime Piolot, Georges Jouin... Son travail reste attaché à certaines œuvres, comme Breton Connexions (Georges L. Jouin), Digor (Soïg Sibéril), Prises de Becs (Zap, collectif fondé par Jean-Louis Le Vallégant). 

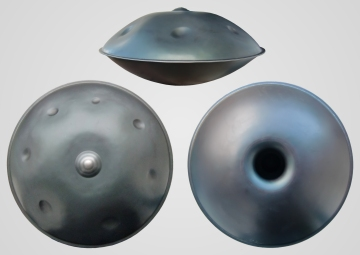
Le hang est un instrument qu'il utilise souvent lors de ses prestations

La création "Bal Tribal" des frères Molard est Prix régional à la création artistique 2000 du conseil régional. Ils rassemblent plusieurs musiciens de renom dont la chanteuse bulgare Kalinka Vulcheva. Il joue dans la création "Toud'Sames" (Jean-Michel Veillon, Alain Genty, David Hopkins, Lorent Jouin).
En 2001 il crée son groupe "Stok an Dañs" (frappe la danse, en breton). Le Festival de Cléguérec (Morbihan) lui donne "carte blanche" en 2001 pour concrétiser son rêve : créer un groupe uniquement composé de percussions de toutes origines : Stéphane Sotin (Gilles Servat, Skeduz, Awatah), Jacques Moreau (Taÿfa, Doo the Doo, Honey Men), son fils Yvon Molard (David Pasquet group, Forzh Penaos, Trucek 5, Colin Quartet, In Memorium) avec qui il remporte au concours de Gourin 2003 le Prix de l’originalité... En 2003, Olivier Leroy (Shafali, Pandip, Mukta, Bollywood Orchestra) ajoute sa voix au groupe. La danse traditionnelle bretonne devient universelle et jouent leur musique aux Vieilles Charrues, au festival du Bout du Monde… En 2008, leur nouvelle création "Armorythmes" associe la compagnie de danse "Marumba" de Nantes et "Moral Soul" de Brest avec Herwann Asseh.
Il continue de jouer, dans différents styles, avec Skolvan, Bugel Koar (Marthe Vassalo, Philippe Ollivier), Toud’Sames, Nijal (Eric Liorzou, Alain Rouquette)...

## Discographie
- 2017 : B.R.O Breizh Rythmik Orchestrad (LABEL TTP / Distrib : Coop Breizh)
- 2018 : Aïa (nouvel album à sortir Avril 2018)
- 2011 : Bagad Cap Caval - Liou Tan (Coop Breizh)
- 2011 : Gwir - Liamm Keltiek
- 2011 : A Unan - Quatuor (Paker Prod / Coop Breizh)
- 2010 : Ysa - Couleurs du temps (Coop Breizh)
- 2010 : Gérard Delahaye - 1000 chansons (Dylie Production)
- 2009 : Tevenn - Entrelacs
- 2009 : Ars'Ys - Arcobaleno (Coop Breizh)
- 2009 : Bagad Cap Caval - Ololé ! (Coop Breizh)
- 2006 : Bagad Cap Caval - Ijin (DVD et CD)
- 2006 : Toud’Sames - Son an den dilabour (Keltia Musique)
- 2006 : La Coopérative (Gaby Kerdoncuff)
- 2005 : Stok An Dans - Bretagne terre de rythmes
- 2005 : Gilles Servat - Sous le ciel de cuivre et d’eau (Coop Breizh)
- 2005 : Melaine Favennec - Hey Ho (Dylie Productions)
- 2005 : Nijal - Taolenn Zouar (Coop Breizh)
- 2004 : Dastum - Musique vannetaise (Dastum)
- 2004 : Bugel Koar (An Naër)
- 2002 : Bal Tribal (Ton All Production)
- 2002 : Tan Ban Ti - Dilhad Sul (L'autre Distribution)
- 2001 : Bugel Koar - Ar Solier (An Naër)
- 2001 : Jean Sabot/Laors Dacquay (Coop Breizh)
- 2000 : Skolvan - Chenchet'n eus an Amzer (Keltia Musique)
- 2000 : Patrick Molard - Deliou (L'Oz Production/Naïve)
- 2000 : Pat O'May - Breizh America (Coop Breizh)
- 1999 : Jacques Pellen - Celtic Procession Live (Naïve)
- 1999 : Jean-Michel Veillon - Ar Pasker (Coop Breizh)
- 1998 : Denez Abernot - Tri Miz Noz (Night and Day)
- 1998 : Gérard Delahaye - Hop Là (Blue Sylver)
- 1998 : Manu Lann Huel - Île-Elle (L'Oz Production)
- 1998 : Maxime Piolot - Du silence et des fêtes (Keltia Musique)
- 1997 : Yann-Fanch Perroches - An Droug Hirnez (Keltia Musique)
- 1997 : Skolvan - Fest-noz Live (Keltia Musique)
- 1996 : Pat O'May - Kids & the war (Keltia Musique)
- 1995 : Kern - Lusk an Amzer (Gwerzh Pladenn)
- 1995 : Andarta - Celtic Music "Abred" (Keltia Musique)
- 1995 : Les Pires - Sava (Bond Age)
- 1994 : Skolvan - Swing and Tears (Keltia Musique)
- 1995 : Alain Genty - La couleur du Milieu (Coop Breizh)
- 1993 : GL Jouin - Breton Connexions (Coop Breizh)
- 1993 : Soïg Sibéril - Digor (Gwerzh Pladenn/Coop Breizh)
- 1993 : Nilda Fernandez - On t'a appris (Polydor)
- 1989 : Gwendal - Glen river (Tempo Maker)
- 1990 : Zap - Prises de Bec
- 1985 : Bleizi Ruz - Klash ar Plarch (Pluriel)
- 1983 : Bleizi Ruz - Coz Liorzoù (Pluriel)
- 1980 : Kevrenn Brest St Mark - Ker Blues
- 1979 : Youra Marcus /Cristi Gibbons (Arfolk)
- 1976 : Ohham - Keltia Tri
- 1975 : Alan Stivell - E Dulenn (Sony Music)
- 1974 : Myrdhin - Keltia
- 1972 : Satanazet - An Durzunel 33T (Arfolk, Keltia Tri)
- 1970 : An Ere (Noroit Production)